# Sterniczki
Sterniczki (Erismaturinae) – podrodzina ptaków z rodziny kaczkowatych (Anatidae).

## Zasięg występowania
Obejmuje gatunki ptaków wodnych, zamieszkujące wszystkie kontynenty oprócz Antarktydy.

## Charakterystyka
Ptaki te charakteryzują się następującymi cechami:
- masa około 500 g
- dymorfizm płciowy zazwyczaj wyraźnie zaznaczony
- ubarwienie zazwyczaj brązowe lub czarne z białymi plamami
- samce mają często niebieskie dzioby
- sterówki tworzą sztywny, zadarty w czasie godów ku górze ogon
- preferują wody słodkie lub słonawe
- pokarm zdobywają nurkując; w diecie przeważają rośliny
- gniazdo na pływającej platformie, pod osłoną roślin
- samica sama wysiaduje jaja i opiekuje się pisklętami
- w odróżnieniu od większości ptaków sterniczki mają pochwy i penisy, często o znacznej długości w porównaniu z długością ciała. Samce sterniczki argentyńskiej są pod tym względem rekordzistami wśród wszystkich kręgowców; przy długości ciała ok. 40 cm, ich przypominające korkociąg penisy osiągają średnio 22 cm[4].

## Systematyka
Do podrodziny należą następujące rodzaje:
- Nettapus von Brandt, 1836
- Heteronetta Salvadori, 1866 – jedynym przedstawicielem jest Heteronetta atricapilla (Merrem, 1841) – pasożytka
- Stictonetta Reichenbach, 1853 – jedynym przedstawicielem jest Stictonetta naevosa (Gould, 1841) – pstrokaczka
- Nomonyx Ridgway, 1880 – jedynym przedstawicielem jest Nomonyx dominicus (Linnaeus, 1766) – sterniczka maskowa
- Oxyura Bonaparte, 1828